# Georg Thudichum

Bleistiftzeichnung 1843: Georg Thudichum
im 49. Lebensjahr

Georg Thudichum (* 29. März 1794 in Eudorf bei Alsfeld; † 27. Dezember 1873 in Darmstadt) war ein deutscher evangelischer Theologe und Altphilologe. Er übersetzte Sophokles und griechische Lyriker und Elegiker. Er war Direktor des Gymnasiums in Büdingen und als Liberaler auch politisch aktiv.

## Leben
Die Familie Thudichum stammt aus Marbach am Neckar. Georgs Vater, Friedrich Valentin Thudichum (* 19. März 1754 in Marbach; † 28. Juni 1818 in Nidda), mit dem Hause Schiller befreundet und durch die Mutter entfernt mit ihm verwandt, wanderte 1778 aus Württemberg aus, weil ihm eine freimütige Schrift über die Offenbarung des Johannes den Zugang zum württembergischen Kirchendienst verschlossen hatte. Er wurde zunächst Pfarrer in Eudorf und dann Inspektor (Dekan) in Nidda. Friedrich war verheiratet mit Magdalena Marie, geb. Löber (3. Mai 1767 in Sellnrod; † 4. Januar 1813 in Nidda). Aus der am 31. Oktober 1784 in Eudorf geschlossenen Ehe gingen acht Kinder hervor, darunter Georg und sein Bruder, der spätere Landtagsabgeordnete Ludwig Thudichum.
Sohn Georg wurde Schüler von Friedrich Gottlieb Welcker, widmete sich der Theologie und Philologie und machte 1814 als freiwilliger Jäger die Befreiungskriege gegen Napoleon Bonaparte mit. Während seines Studiums wurde er Mitglied der Teutschen Lesegesellschaft (1815) und des Germanenbundes. Er wurde nach seinem Studium 1818 dritter Pfarrer der unierten Gemeinde in Büdingen und zugleich Lehrer am dortigen Gymnasium. 1839 wurde er Direktor des Gymnasiums und 1842 Mitglied des Oberstudienraths zu Darmstadt. Zu seinen Schülern gehörten unter anderem der Dramatiker und bedeutende Rhetoriker Adolf Calmberg und der spätere SDAP-Mitgründer Samuel Spier. 1863 trat er in den Ruhestand und lebte die letzten Jahre in Darmstadt, wo er am 27. Dezember 1873 im 80. Lebensjahr starb.
Am 31. Oktober 1828 heiratete Thudichum in Grünberg die 23-jährige Friederike geb. Baist (* 14. März 1805; † 23. April 1879), eine Schwester von Gustav Baist und Ludwig Baist. Aus der Ehe gingen drei Söhne und drei Töchter hervor: Karl, Friedrich Wolfgang Karl von Thudichum, ein angesehener Rechtsgelehrter und Johann Ludwig Wilhelm Thudichum der als Begründer der Gehirnchemie gilt sowie Luise, Marie und Ottilie. Seine Tochter Ottilie heiratete den späteren Landtagspräsidenten Hermann Weber.
| Georg Thudichum 1                                                                                  | Georg Thudichum 1                                           |                                 | Friederike, geb. Baist                                    |
| * 29. März 1794 in Eudorf; † 27. Dezember 1873 in Darmstadt                                        | * 29. März 1794 in Eudorf; † 27. Dezember 1873 in Darmstadt | ⚭ 31. Oktober 1828 in Grünberg  | * 14. März 1805 in Wenings; † 23. April 1879 in Darmstadt |
| Kinder:                                                                                            |                                                             |                                 |                                                           |
| 1                                                                                                  | Johann Ludwig Wilhelm                                       | * 27. August 1829 in Büdingen   | † 6. September 1901 in London                             |
| 2                                                                                                  | Friedrich Wolfgang Karl                                     | * 18. November 1831 in Büdingen | † 17. März 1913 in Wildbad                                |
| 3                                                                                                  | Karl Friedrich Wilhelm                                      | * 3. Juli 1833 in Büdingen      | † 22. Februar 1914 in Genf                                |
| 4                                                                                                  | Marie Charlotte Luise Wilhelmine                            | * 9. März 1835 in Büdingen      | † 23. Januar 1919 in Darmstadt                            |
| 5                                                                                                  | Ottilie Emma Hilda                                          | * 18. Dezember 1836 in Büdingen | † 15. Januar 1918 in Darmstadt                            |
| 6                                                                                                  | Luise Amalie                                                | * 19. November 1838 in Büdingen | † 10. Februar 1919 in Gugging bei Wien                    |
| 1 Dr. philos., Pfarrer, Gymnasialdirektor und Oberstudienrath in Büdingen im Großherzogthum Hessen |                                                             |                                 |                                                           |

## Werke
Thudichum zum 24. Geburtstag Frederikes

O Nimm, du Vielgeliebtes Wesen

Du meiner Seele reinste Luft,

Den Deine Treue Dir erlesen,

Dem Glücklichen an Deiner Brust.

Nur einen Kranz, Dein Haupt zu schmücken,

Ein stammelnd Wort nur bring' ich dar,

Denn nicht vermag ich auszudrücken,

Was mich beweget wunderbar.

Es folgen willig die Gedanken

Dem Kunstgesetz des Reimes nicht,

Mein Sinn ergeht sich ohne Schranken,

Mein ganzes Herz ist ein Gedicht.
- Die Tragödien des Sophokles. I. Theil. E. W. Leske, Leipzig, und Darmstadt und A. Markus, Bonn 1827.
- Die Lehrsprüche des Theognis. In einer metrischen Übersetzung mit kurzen Erläuterungen. Heller, Büdingen 1828.
- Geschichte des Gymnasiums in Büdingen. Büdingen 1832.
- Die Tragödien des Sophokles. II. Theil. 1838.
- Anhang zum Büdinger Gesangbuch Heller, Büdingen um 1841 (200 Lieder und 165 Seiten umfassend.)
- Über die Kirchlichen Bewegungen unserer Zeit. Büdingen 1845.
- Geschichte des Gymnasiums in Büdingen. Fortsetzung. Von den Jahren 1832-1847 Heller, Büdingen 1847.
- Die Biblische Geschichte. Ein Lesebuch für Schule und Haus. Heller, Büdingen 1847.
- Kurzer Inbegriff der biblisch christlichen Wahrheiten. Ein Anhang zu der biblischen Geschichte für Schule und Haus. Heller, Büdingen 1852.
- Sophokles. Übersetzt. Neue Bearbeitung. E. W. Leske, Darmstadt 1855.
- Traube und Wein in der Kulturgeschichte. Laupp, Tübingen 1881.